# Monomorium arboreum
Monomorium arboreum är en myrart som beskrevs av Weber 1943. Monomorium arboreum ingår i släktet Monomorium och familjen myror. Inga underarter finns listade i Catalogue of Life.